# René Cornu
René Cornu (n. 11 aprilie 1929, Fismes, Champagne-Ardenne, Franța – d. 23 martie 1986, Meudon, Île-de-France, Franța) a fost un înotător ce a reprezentat Franța, medaliat olimpic. A participat la o ediție a Jocurilor Olimpice (1948) în care a câștigat o medalie de bronz.

## Participări
Lista de mai jos prezintă principalele competiții la care a participat René Cornu de-a lungul carierei.
- swimming at the 1948 Summer Olympics – men's 4 × 200 metre freestyle relay[*]